# Więcław, Gmina Barlinek
Więcław [ˈvʲɛnt͡swaf] là một khu định cư ở khu hành chính của Gmina Barlinek, thuộc quận Myślibórz, West Pomeranian Voivodeship, ở phía tây bắc Ba Lan. Nó nằm khoảng 9 kilômét (6 mi) phía nam Barlinek, 20 km (12 mi) phía đông Myślibórz và 67 km (42 mi) về phía đông nam của thủ đô khu vực Szczecin.